# Pfarrkirche Senning

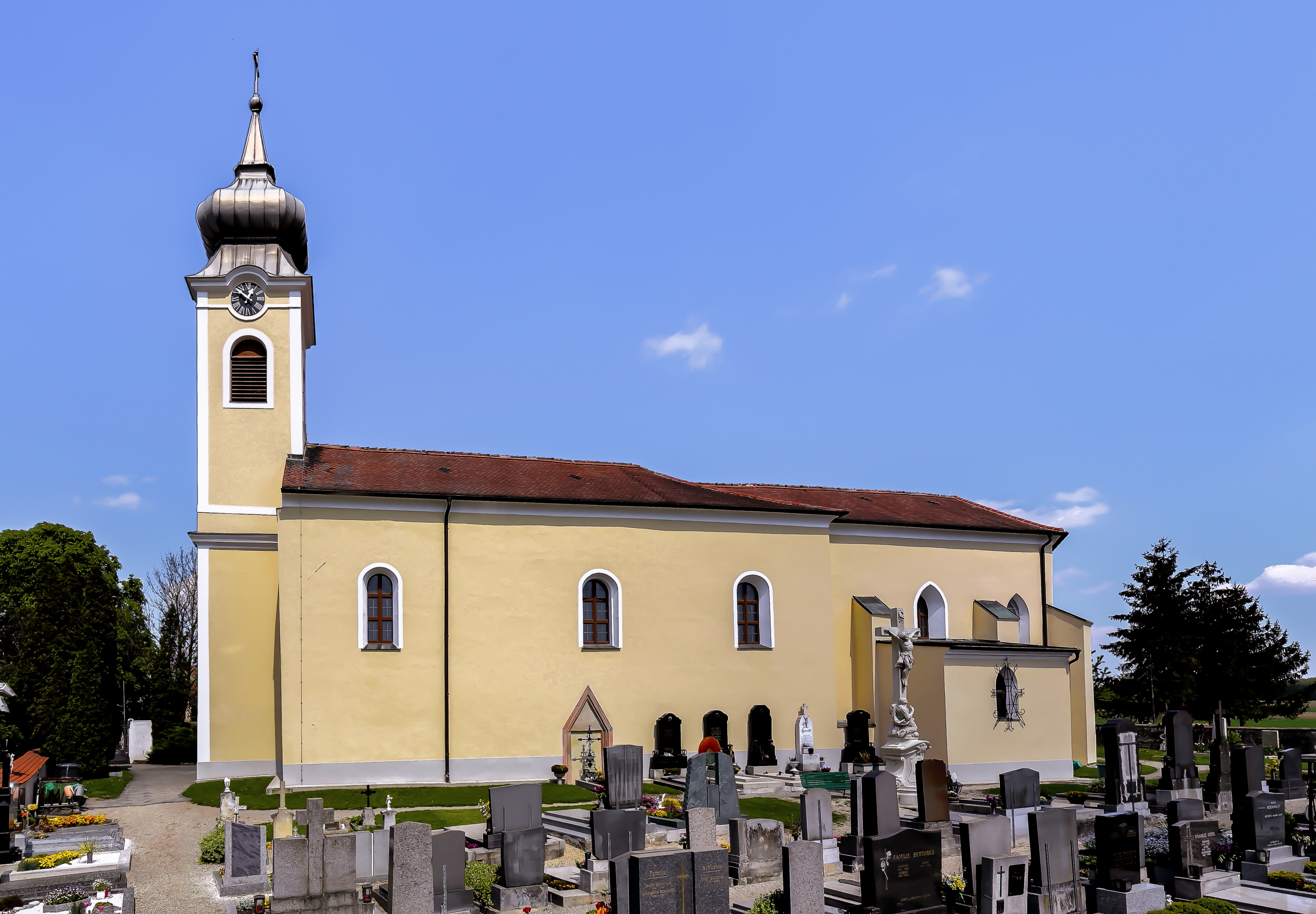
Kath. Pfarrkirche hl. Pankratius in Senning

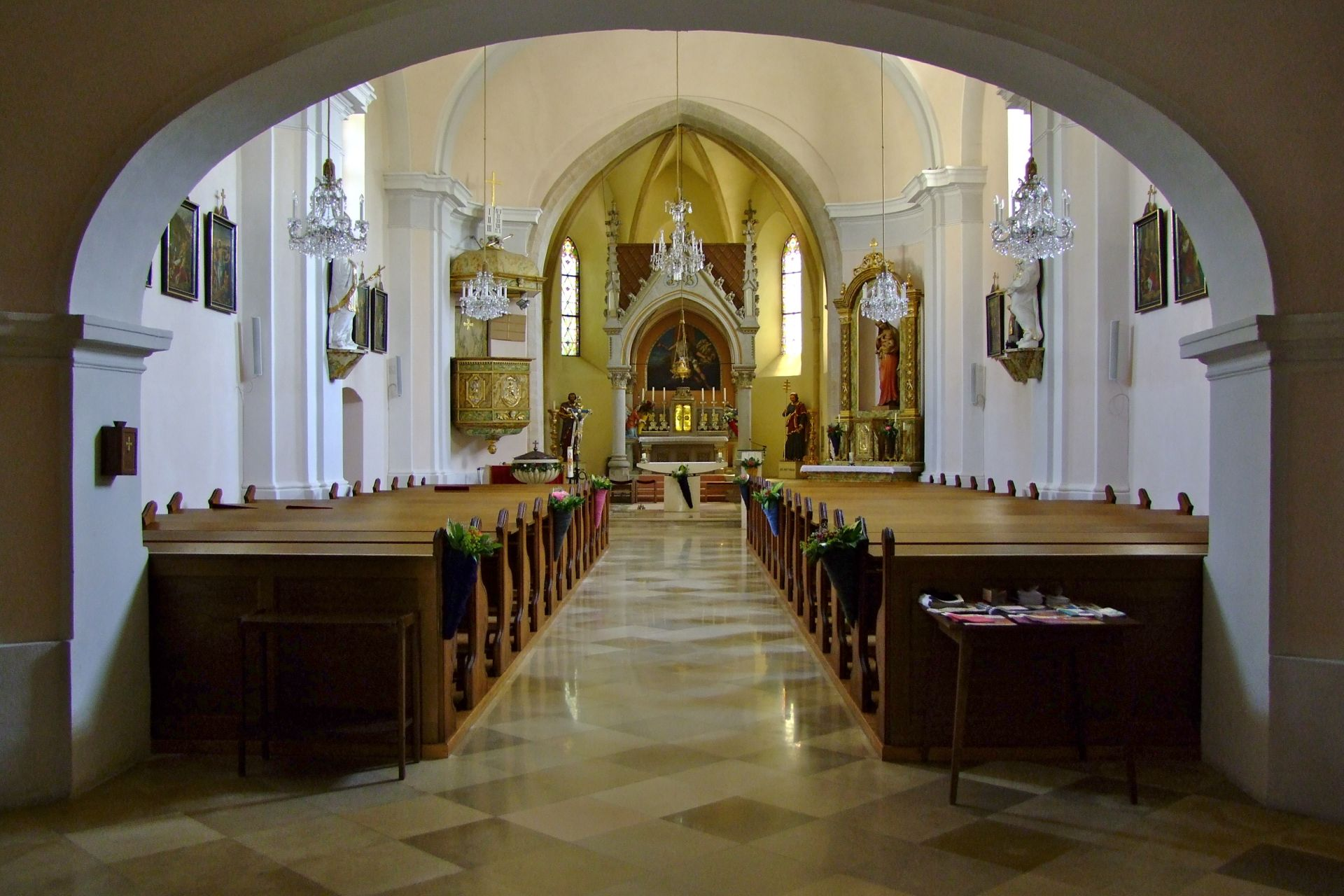
Langhaus, Blick zum Chor

Die römisch-katholische Pfarrkirche Senning steht im Süden der Ortschaft Senning in der Marktgemeinde Sierndorf im Bezirk Korneuburg in Niederösterreich. Die dem Patrozinium des hl. Pankratius unterstellte Pfarrkirche gehört zum Dekanat Stockerau im Vikariat Unter dem Manhartsberg der Erzdiözese Wien. Die Kirche steht unter Denkmalschutz (Listeneintrag).

## Geschichte
Urkundlich wird 1293 eine Pfarre genannt. 
Die Wehrkirche wurde um 1400 erbaut. Die Kirche erlitt 1544 einen Brand. 1774/1775 wurde sie umgebaut und neu gewölbt. Der Turm wurde 1802 errichtet. Die Kirche wurde 1951 restauriert.

## Architektur
Die ehemalige gotische Wehrkirche wurde barock verändert. Sie  ist von einem Friedhof umgeben.
Das Kirchenäußere zeigt ein Langhaus mit Rundbogenfenstern, südseitig befindet sich ein gotisches vermauertes Spitzbogenportal. Der leicht eingezogene Chor mit einem Fünfachtelschluss hat kräftige Strebepfeiler und gotische Spitzbogenfenster. Der vorgestellte zweizonige Westturm hat rundbogige Schallfenster und trägt eine Glockenhaube aus dem Jahr 1950. Im Süden steht der im Kern gotische Sakristeianbau unter einem Pultdach, im Norden ein Kapellenanbau aus dem Jahr 1897.
Das zweijochige Langhaus ist gedeckt mit queroblongen Platzlgewölben auf kräftigen Wandpfeilern mit Pilastervorlagen und einem kräftigen Kämpfergesims. Die Raumecken sind ausgerundet. Die platzlunterwölbte Orgelempore ist vom Langhaus optisch abgetrennt. Der Triumphbogen ist spitzbogig. Der Chor hat ein Kreuzrippengewölbe auf Runddiensten mit Kelchkapitellen und Scheibenschlusssteine. Die beiden gotischen Sessionsnischen haben abgefaste Steingewände. Das Erdgeschoß des Turms hat ebenfalls ein Platzlgewölbe, die Nordkapelle und die Südsakristei haben flache Decken.

## Ausstattung
Der Hochaltar aus dem Jahr 1905 ist ein neugotischer Baldachinaltar. Das Altarblatt von Wilhelm August Rieder wurde um 1820 geschaffen. Die neugotische Mensa ist mit barocken Engeln von Rochus Mayrhofer um 1726 ausgestattet.
Die Orgel mit 14 Registern baute Ferdinand Molzer der Jüngere 1935. Eine Glocke ist signiert mit Johann Caspar Hofbauer 1816.